# جبال القصور
جبال القصور هي سلسلة جبال جزائرية تقع في غرب البلاد تمتد إلى ولاية فكيك في المغرب، وتشكل جزءًا من الأطلس الصحراوي.

## التسمية
يأتي اسم «جبال القصور» من وجود قصور طينية بالمنطقة، والتي تقع عمومًا على قمم التلال.

## جغرافيا
جبال القصور هي جزء من الأطلس الصحراوي التي تشكل الجزء الغربي الأقصى لها ، وتقع بين جبال العمور في الشرق وسهل تاملالت في الغرب، ذروتها 2 336 متر في جبل عيسى.
تحتوي السلسلة على تضاريس وعرة مصنوعة من محاذات طويلة جنوب غرب / شمال شرق. وجود منابع قد سمح بوجود بساتين وسكان القرية. هطول الأمطار لا يتجاوز 300 ملم في السنة.
تعد جبال القصور موطنا للحظيرة الوطنية لجبل عيسى.

## تراث

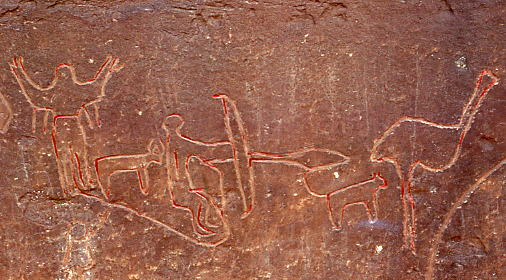
نقوش محطة تيوت.

جبال القصور هي موطن لبعض قرى القصور المليئة بألوان المغرة. تقع القصور عمومًا في مواقع محمية جيدًا وتقع بالقرب من المنابع المهمة، وتنتشر واحاتها على طول الوديان. كانت النواة الأصلية مكونة من حصن وخندق حول القصر ومدخل رئيسي واحد.
تمتد هذه المنطقة التي تقع عاصمتها عين الصفراء من الحدود الجزائرية المغربية، إلى حافة جبال العمور، بين قصور المنطقة: صفيصيفة، تيوت، مغرار، عسلة، الشلالة الظهرانية، الشلالة القبلية، بوسمغون، أربوات الفوقاني وأربوات التحتاني.
وتُعرف السلسلة أيضًا بمحطات النقوش الصخرية، وهي واحدة من الأماكن العالية للفن ما قبل التاريخ. تُصنع النقوش على جدران من الحجر الرملي عن طريق الالتقاط والتلميع وتعود إلى العصر الحجري القديم، ويميز المتخصصون عدة أنماط تعود إلى أوقات مختلفة.
أهم محطة هي تيوت، هذه النقوش هي الأولى في العالم التي تم الإبلاغ عنها كأعمال ما قبل التاريخ (1847). على جدار كبير وسلس نسبيًا، تتجمع أعداد كبيرة من الماشية والأسود الكبيرة؛ بين هذه الشخصيات العظيمة تراجع مواضيع صغيرة. في الحي، محطة أخرى؛ تيوت الجنوبية، التي تم اكتشافها مؤخرًا تمثل الخيول البرية. محطات مهمة أخرى أولئك من مغرار التحتاني ووادي الدرمل.

## مقالات ذات صلة
- ولاية النعامة
- ولاية البيض
- الحظيرة الوطنية لجبل عيسى
- نقوش صخرية لمنطقة عين الصفراء [الفرنسية]